# Onésime aux enfers
Pour plus de détails, voir Fiche technique et Distribution.
Onésime aux enfers est un film muet français réalisé par Jean Durand et sorti en 1912.

## Synopsis
Parce qu'il n'a plus d'argent pour régler ses consommations, Onésime signe un pacte avec Satan qui lui verse de l'argent en échange de son âme. Arrivé aux enfers, il est persécuté par des diablotins, les Satan's girls dansent autour de lui . Il veut les prendre mais elles sont inaccessibles. Mais tout cela n'était qu'un rêve.

## Fiche technique
- Réalisation : Jean Durand
- Production : Gaumont
- Édition : C.C.L
- Opérateur : Paul Castanet
- Décors : Robert-Jules Garnier
- Format : Muet - Noir et blanc - 1,33:1 - 35 mm
- Genre :  Comédie
- Métrage : 166m
- Programmation : 3953, pour une sortie le 27/09/1912 (ou le 04/10/1912)

## Distribution
- Ernest Bourbon : Onésime
- Gaston Modot : Satan
- Léon Pollos : Un diablotin
- Berthe Dagmar : La maîtresse de Satan
- Mademoiselle Davrières : Une Satan's Girl
- Jacques Beauvais : Un diablotin